# Прва инаугурација председника Роналда Регана
Прва инаугурација Роналда Регана као 40. председника Сједињених Држава одржана је у уторак, 20. јануара 1981. године, на западном фронту америчког Капитола у Вашингтону, ДЦ. Ово је била прва инаугурација која је одржана на западној страни зграде.Ово је била 49. инаугурација и обележила је почетак првог мандата Роналда Регана као председника и Џорџа Х. В. Буша као потпредседника. Врховни судија Ворен Е. Бергер положио је председничку заклетву Регану, који је ставио руку на породичну Библију коју му је дала његова мајка, отворену за 2. летопис 7:14. Помоћник правосуђа Потер Стеварт дао је потпредседничку заклетву Бушу.
Са 69 година, 349 дана на Дан инаугурације, Реган је био најстарија особа која је преузела председничку функцију до Доналда Трампа 2017. Последњи рекорд оборио је четири године касније, Џо Бајден 2021. Док се инаугурација одвијала, Пуштено је 52 Американаца који су држани као таоци у Ирану.

## Инаугурални одбор
Заједнички конгресни комитет за инаугуралне церемоније 1981. године, групу одговорну за планирање и извршење инаугурације, сачињавали су:
- Сенатор Марк Хатфилд, Шаирмен
- Сенатор Роберт К.Бирд
- Сенатор Клеиборн Пел
- Представник Џон Џ. Родерс
- Представник Роберт Х. Мишел
- Представник Томас П. О’Нејл млађи
- Представник Џим Рајт

## Инаугурално обраћање и пуштање талаца
Реганово наступно обраћање било је 2.452 речи. Користио је видик који је понудио Западни фронт позивајући се на симболику председничких споменика и Националног гробља Арлингтон у даљини.Док је Реган давао своју адресу, 52 Американаца који су 444 дана били таоци у Ирану пуштени су на слободу.Прво наступно обраћање Роналда Регана.
Пречасни Дон Момав, пастор Презбитеријанске цркве Бел Аир у Лос Анђелесу, где су поклонили Реган и његова супруга Ненси, дао је призив и благослов на церемонији и рекао: „Захваљујемо ти, Боже, на ослобађању наши таоци. "Међутим, његова молитва уследила је пре него што су таоци напустили Техеран.Председник Реган требало је да руча са конгресним лидерима у статуарној дворани на Капитолу након церемоније инаугурације, када је обавештен да је авион у којем су били таоци напустио ирански ваздушни простор. Током ручка објавио је вест рекавши: „Захваљујући Свемогућем Богу, добио сам ознаку, линију за силазак, коју сви желе за крај здравице или говора, или било шта друго. Неких 30 пре неколико минута, авиони који су носили наше затворенике напустили су ирански ваздушни простор и сада су ослобођени Ирана.Сасвим је могуће да су таоци напустили Техеран непосредно пре почетка церемоније. Штампа је задржала најаву јер је било немогуће истовремено разговарати о овом развоју догађаја и церемонији одвијања.
Регани на инаугуралној паради
Широм Вашингтона и широм земље одржавале су се прославе поводом обележавања инаугурације и ослобађања талаца. Једино је национално божићно дрвце на елипси код Беле куће осветљено на Дан инаугурације и то је учињено у знак пуштања талаца. Било је натписа "444 ДАНА!" у оквиру прослава.Људи су земљу омотали жутим тракама, излепили поруке слободе на билборде и започели припреме за дочек ослобођених талаца кући. Жута трака постала је симбол солидарности Американаца са таоцима.Кип слободе у њујоршкој луци био је окупан светлошћу, Емпир Стејт Билдинг осветљен је црвеном, белом и плавом бојом, а ватрогасци из Бостона огласили су се гонговима поздрављајући избављење талаца.